# Salmanus

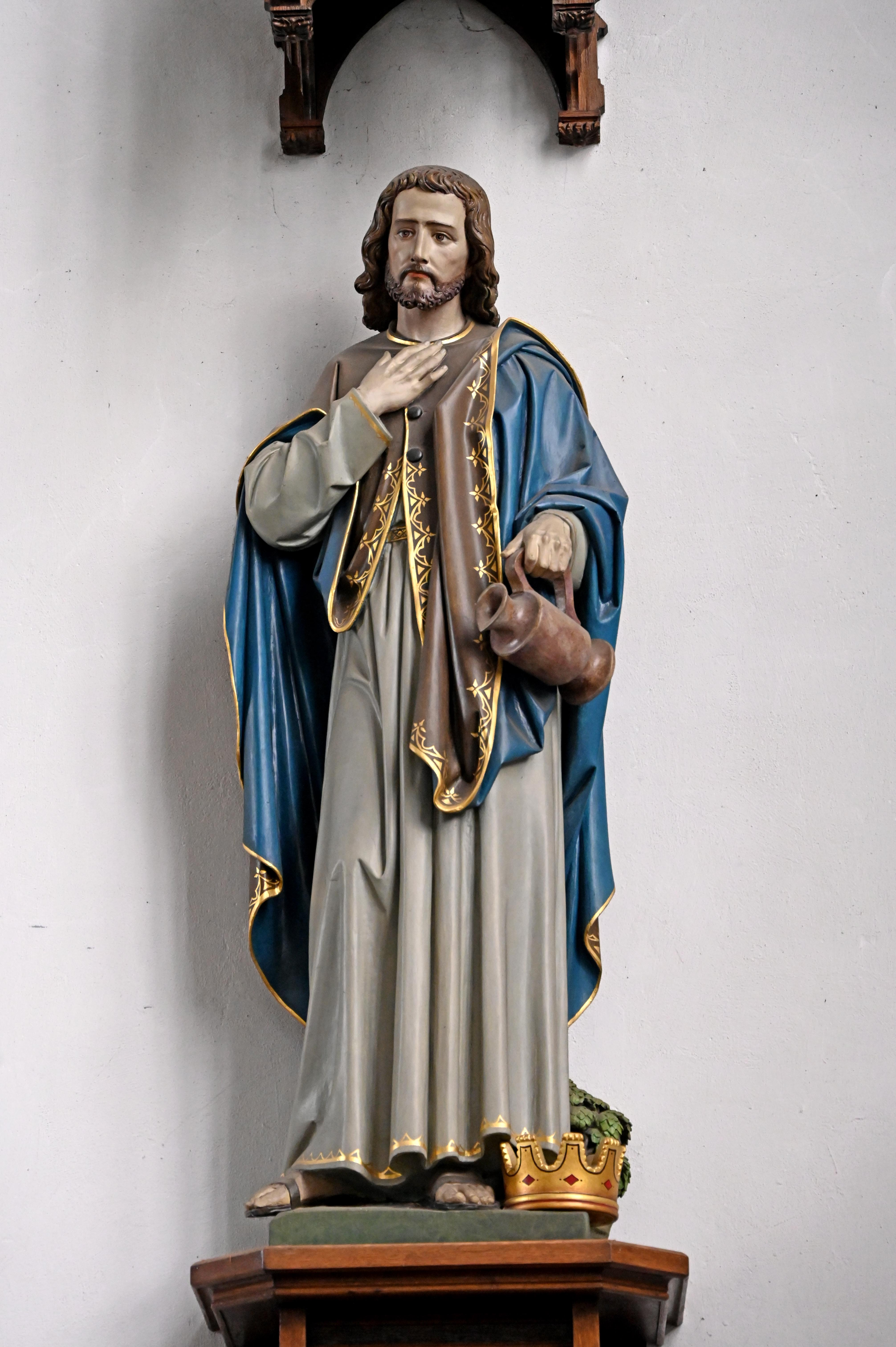
St. Salmanus-Statue in St. Lucia (Broichweiden)

Salmanus (auch Salman, Salmannus oder Salmon, im Würselener Platt Zalmuenes) war ein Einsiedler und Missionar aus dem Kreis des bretonischen Einsiedlers Jodokus. Er lebte im 7. Jahrhundert.

## Leben
Der Legende nach war Salmanus ein aus dem heutigen Asturien stammender Feldherr und offenbar adliger Abstammung. Nachdem er sich gegen ein militärisches Leben entschieden hatte, beschloss Salmanus, als Begleiter des hl. Jodokus nach Rom zu pilgern. In Dobach, einem Stadtteil von Würselen, beschloss Salmanus, als Einsiedler die Menschen zum Christentum zu führen.

## Salmanus als Schutzpatron und Salmanusverehrung
Offenbar suchten schon die Menschen seiner Zeit bei ihm Hilfe, insbesondere erhofften sie sich durch das Gebet des Salmanus Hilfe bei Brust-, Lungen- und Hustenkrankheiten. Salmanus starb selbst an einer Hustenkrankheit. Südwestlich von Dobach wurde später eine Kapelle errichtet, die zu einer Wallfahrtsstätte wurde. Unter anderem auch aufgrund des intensiven Bergbaus im Aachener Revier und den damit oftmals verbundenen Erkrankungen (z. B. Staublunge), wurde das Grab des Heiligen Salmanus zu einer bedeutenden Wallfahrtsstätte, bei der man Hilfe bei Leiden dieser Art erbat. Die St.-Salmanus-Kapelle wurde 1802 geschlossen und 1818 niedergelegt.
Ein Teil der Reliquien (Kopfreliquiar) kam am 27. April 1805 in die neuerrichtete Pfarre nach Weiden, ein Teil nach Würselen. In den Wirren des Endes des Zweiten Weltkrieges wurde der Kopf gestohlen.
An der Stelle der ehemaligen St.-Salmanus-Kapelle wurde im Jahr 1902 ein Wegkreuz errichtet. Das Salmanuskreuz gibt es heute noch und steht unter Denkmalschutz. Bis in die Mitte des 20. Jahrhunderts wurde für Salmanus am 1. Sonntag im Mai ein Hochamt gelesen.
In der Kunst wird Salmanus oft mit abgelegter Krone dargestellt, die an seine adlige Herkunft erinnert.